# Åke Johansson
Åke Johansson   (Norrköping Matteus church parish, 19 de març de 1928 - Norrköping Matteus church parish, 21 de desembre de 2014), conegut com a Bajdoff, fou un futbolista suec de la dècada de 1950.
Fou 53 cops internacional amb la selecció sueca amb la qual participà en la Copa del Món de Futbol de 1958.
Pel que fa a clubs, defensà els colors de IFK Norrköping